# Severino Andreoli
Severino Andreoli (ur. 8 stycznia 1941 w Caprino Veronese) – włoski kolarz szosowy, srebrny medalista olimpijski i mistrz świata.

## Kariera
Największe sukcesy w karierze Severino Andreoli osiągnął w 1964 roku, kiedy zdobył dwa medale na międzynarodowych imprezach. Najpierw wspólnie z Pietro Guerrą, Luciano Dalla Boną i Ferruccio Manzą zdobył złoty medal w drużynowej jeździe na czas podczas szosowych mistrzostw świata w Sallanches. W tym samym roku i tym samym składzie drużyna włoska zdobyła w również srebrny medal na igrzyskach olimpijskich w Tokio, ulegając jedynie ekipie Holandii. Na tych samych igrzyskach Włoch zajął również 28. miejsce w indywidualnym wyścigu ze startu wspólnego. Poza igrzyskami wygrał między innymi wyścig Col San Martino w 1968 roku, a dwa lata wcześniej zwyciężył w jednym z etapów Giro d’Italia, jednak w klasyfikacji generalnej zajął dopiero 71. miejsce. W tym samym wyścigu startował także w latach 1965 i 1967, a w 1968 roku wziął udział w Tour de France, jednakże bez sukcesów.